# Most Vasa
Most Vasa (szw. Vasabron) – most nad Norrström w Sztokholmie znajdujący się w centrum miasta.
Most łączy dzielnice Norrmalm z Gamla stan. Jest on nazwany na cześć króla Gustawa Wazy prawdopodobnie z powodu sąsiedztwa posągu króla przed Riddarhuset. Z Vasabron odchodzi niewielki most – Strömsborgsbron, który łączy się z wysepką Strömsborg.

## Historia
Od połowy XIX wieku Sztokholm stale się rozwijał i most Północny stawał się niewystarczający. Pierwszą próbę budowy mostu był zainteresowany inżyniera Samuel Owen. Zaczął on pracować nad kładką, ale pomysł nie wypalił.
Budowę żeliwnego mostu zaczęto w 1872 i skończono po sześciu latach w 1878. Rozciąga się on na 208 metrów na siedmiu łukach z maksymalną rozpiętością 32 metrów.